# كليفورد سميث
كليفورد سميث (6 أكتوبر 1902 في المملكة المتحدة - 4 يونيو 1959 في المملكة المتحدة)  (بالإنجليزية: Clifford Smith)‏ هو لاعب كريكت بريطاني (وحمل سابقاً جنسية المملكة المتحدة لبريطانيا العظمى وأيرلندا). لعب مع Cambridgeshire County Cricket Club ‏ والمقاطعات الوطنية للكريكيت الإنجليزي والويلزي ‏.